# Ricuin de Verdun
Pour les articles homonymes, voir Ricuin.
Richwin ou Ricuin (lat: Ricuvinus; † 15 novembre 923) est un comte de Verdun des IXe et Xe siècles.

## Biographie
Ricuin est mentionné pour la première fois comme comte de Verdun dans une donation faite par Zwentibold, roi de Lotharingie le 14 août 895 en faveur des moines de Saint-Mihiel.
Le même roi les qualifie, lui et Wigéric de « comtes méritoires » le 23 janvier 899.
Après la mort de ce roi, Richwin se rallie à Charles III le Simple, roi de Francie occidentale, lequel le cite dans une charte datée du 12 février 912.
Il apparaît de nouveau avec le comte palatin Wigéric et son fils Otton parmi les témoins d'une autre charte du roi Charles le Simple le 9 janvier 916.
Wigéric meurt peu après et Richwin épouse Cunégonde, la veuve de ce dernier.
Il a été également abbé laïc de Moyenmoutier et de Saint-Pierre de Metz, ce qui laisse entendre qu'il aurait peut-être été également comte de Metz.
En 921, il participe à la révolte des nobles lotharingiens contre le roi Charles et se tourne vers Henri Ier l'Oiseleur, roi de Francie orientale.
Le 15 novembre 923, il est assassiné dans son lit par Boson, fils de Richard le Justicier, peut-être au nom de son beau-fils Adalbéron qui sera évêque de Metz quelques années plus tard, Son assassinat par le frère du nouveau roi de Francie occidentale, Raoul de Bourgogne est probablement révélateur d'un nouveau revirement de la noblesse lotharingienne, cette fois en faveur de la Francie occidentale.
Ricuin avait épousé en premières noces une fille du comte Enguerrand et de sa femme Friderada, dont on ne sait pas grand-chose si ce n'est qu'il lui fit couper la tête pour un outrage qu'elle lui avait fait, suivant les Annales de Metz.. Celle-ci avait donné naissance à un fils, Otton, qui sera plus tard duc de Lotharingie. Sa seconde épouse, Cunégonde, était veuve du comte palatin Wigéric et petite-fille par sa mère de Louis II le Bègue, roi de Francie occidentale.